# Авиационное оборудование
Авиационное оборудование (АО) летательных аппаратов — это электрическое и электронное оборудование, аппаратура и системы, не относящиеся к радиооборудованию — средствам радиолокации, радионавигации, радиосвязи; в общем смысле это всё бортовое оборудование, в своей работе не использующее напрямую радиоволны, и не относящееся к системам вооружения летательного аппарата.
АО — одна из четырёх специальностей инженерно-технического состава военной авиации, наряду с СД (самолёт и двигатель), РЭО (радиоэлектронное оборудование), АВ (авиационное вооружение).
В гражданской (коммерческой) авиации СССР/РФ специальности АО и РЭО объединены в одну — АиРЭО.

## Определение
В соответствии со ст. 324 Федеральных авиационных правил инженерно-авиационного обеспечения авиации, в состав АО воздушного судна входят электрооборудование, электронные и электрические системы управления силовыми установками, электронная автоматика АО, приборное оборудование, кислородное оборудование, защитное снаряжение летчика, фотографические и тепловые средства разведки и поиска, специальные (нерадиотехнические) средства поиска подводных лодок, бортовые автоматизированные средства контроля, бортовые устройства регистрации полетных данных общего назначения. Полный перечень АО ВС приведен ниже (см. приложение № 44 к ФАП ИАО).
Также к специальности АО относят наземные пилотажные и комплексные тренажеры летчиков (экипажей).

## Состав
- Электрооборудование летательных аппаратов — бортовые централизованные системы электроснабжения; электрические двигатели насосов топливных и гидравлических систем; электрические приводы в устройствах механизации планера, взлетно-посадочных органов и системе управления самолета (не входящие в состав систем автоматизированного и автоматического управления); бортовые электрообогревательные устройства самолета и защитного снаряжения летчика; бортовые устройства блокировки срабатывания электрозапалов защитного шлема; электрические устройства и электронные системы кондиционирования воздуха кабин и отсеков; электрооборудование противообледенительных устройств, включая радиоизотопные сигнализаторы; электроавтоматику систем пожарной сигнализации, пожаротушения и предупреждения пожара; светотехническое оборудование и светосигнальные устройства.
- Электронные системы и электрические устройства управления и контроля за силовыми установками — электронные системы и электрические устройства запуска, контроля запуска, управления запуском; электронные системы управления режимами работы силовых установок, входных устройств (воздухозаборников), выходных устройств (реактивного сопла), флюгирования воздушных винтов; электронные системы контроля и сигнализации: уровня вибрации двигателя, минимальных давлений масла и топлива, засорения топливного фильтра, обледенения, опасной температуры газов за турбиной и подшипников опор ротора, о пожаре, о минимальном количестве масла в баке, наличии стружки в масле; интегрированные системы управления режимами работы и диагностики состояния силовых установок; электронные системы раннего обнаружения отказов и повреждений в системах силовых установок.
- Электронная автоматика авиационного оборудования — системы и комплексы управления ВС и ограничений параметров полета, а именно: демпферы колебаний и автоматы устойчивости ВС; автоматические системы компенсации аэроупругих колебаний ВС; автоматы регулирования управления ВС; системы автоматизированного штурвального управления; автоматические системы улучшения устойчивости и управляемости; системы дистанционного управления; автопилоты и системы автоматического управления полетом ВС; автоматические бортовые системы управления; устройства измерения, сигнализации и ограничения (автоматы ограничений) перегрузок, углов атаки и других параметров полета; пилотажные, навигационные (нерадиотехнические) и пилотажно-навигационные системы и комплексы; системы и комплексы измерения пространственного положения ВС; курсовертикали; курсовые системы и дистанционные компасы; инерциальные и астрономические навигационные системы; системы воздушных сигналов; централи скорости и высоты; информационные и измерительные системы и комплексы высотно-скоростных параметров; системы сигнализации опасного сближения с землей; системы контроля пилотажных, навигационных и пилотажно-навигационных систем и комплексов; системы и комплексы измерения параметров, сигнализации, ограничения и управления работой систем самолета, топливомеры, топливомеры-расходомеры, электрические и электронные системы автоматического управления выработкой топлива и автоматического управления центровкой самолета; системы измерения воды в топливе; устройства управления системой кондиционирования воздуха, сис-темой регулирования давления воздуха в кабинах ВС; бортовые автоматические и автоматизированные системы контроля; цифровые и аналоговые вычислительные системы и устройства АО; бортовые тренажеры и имитаторы.
- Приборное оборудование ВС включает: приборные доски и пульты; этажерки и стеллажи для размещения оборудования; аэрометрические приборы и системы их воздушного питания, централизованные системы измерения параметров движения самолета относительно воздушной среды; гироскопические пилотажные, навигационные и пилотажно-навигационные приборы; бортовые авиационные часы; акселерометры; указатели перегрузок; недистанционные компасы; навигационные приборы ночного видения и инфракрасные визиры; автономные приборы контроля работы силовых установок, масляных, топливных (поплавковые топливомеры, уровнемеры), гидравлических, воздушных систем; аппаратуру контроля вибраций; приборы контроля параметров воздуха в герметических кабинах и отсеках; устройства контроля положений элементов ВС и силовых установок; приборы средств аварийного покидания ВС; приборы контроля параметров трансмиссии несущего винта.
- Высотное и кислородное оборудование ВС включает: кислородную систему (экипажа, десанта, пассажиров, раненых), состоящую из кислородно-дыхательной аппаратуры (кислородных приборов, кислородных редукторов, кислородных вентилей, регуляторов подачи кислорода), кислородной арматуры бортовой и трубопроводов, источников кислорода (кислородных баллонов, газификаторов, химических источников), приборов контроля за работой кислородной системы и подачей кислорода потребителям; переносное кислородное оборудование, состоящее из управляющих и контролирующих устройств и источников кислорода (кислородных баллонов); кислородную систему катапультного кресла (кислородные приборы, объединенные разъемы коммуникаций, блоки кислородного оборудования).
- Защитное снаряжение и спасательные плавательные средства летчика — защитные шлемы и шлемофоны; высотное оборудование (кислородные маски, герметические шлемы, высотные скафандры, высотные компенсирующие костюмы, высотные морские спасательные костюмы, регуляторы соотношения давления); морские спасательные костюмы; противоперегрузочное оборудование (противоперегрузочные костюмы, противоперегрузочные устройства); вентилирующее оборудование (вентилирующие костюмы, системы вентиляции, встроенные в высотные компенсирующие костюмы); бронезащитное оборудование (бронежилеты, бронекаски); дополнительное оборудование для защиты от ОМП и от дыма (летный противогаз ЛП, комплект защитной одежды, дымозащитные маски, противогазы и очки); индивидуальные спасательные средства (спасательные пояса).
- Фотооборудование, средства ИК-разведки — аэрофотоаппараты, аэрофотоустановки; средства инфракрасной разведки; фоторегистраторы элементов внешнего ориентирования аэроснимков; устройства автоматической регулировки экспозиции; системы управления фотолюками; устройства кондиционирования среды в фотоотсеках, фотоконтейнерах и аэрофотоаппаратах.
- Специальные средства поиска включают: магнитометрическую, гидроакустическую, теплопеленгационную и оптическую аппаратуру обнаружения местоположения подводных лодок; электрические лебедки выпуска и уборки приемных блоков аппаратуры.
- Средства объективного контроля — бортовые регистраторы и самописцы; наземные устройства обработки полетной информации; приборы и устройства для декодирования и дешифрирования записей средств объективного контроля.

## Индексация оборудования АО
Управление вооружения ВВС (УВ ВВС) имеет свою индексацию для обозначения оборудования и систем летательных аппаратов (см. ст: Индекс ГРАУ). Индекс включает первую букву русского алфавита, которая обозначает общее назначение устройства, и через дефис трёхзначный цифровой код конкретного устройства. После трёхзначного цифрового кода может стоять буква, обозначающая модификацию устройства. В случае, если изделие сложное и состоит из нескольких законченных устройств, то этим устройствам могут присваиваться собственные индексы по аналогичной системе, в которые после основного буквенно-цифрового кода через дефис добавляется цифровой код конкретного устройства. Для некоторых изделий могут использоваться коды, отличающиеся от данной системы.
- К — навигационные, пилотажно-навигационные, прицельно-пилотажные навигационные комплексы и системы
- Ц — бортовые цифровые вычислители и БЦВМ (в том числе относящиеся к системам АО, АВ или РЭО)

Например:
- изделие К-082 — пилотажно-навигационный комплекс ПНК-10М самолёта Су-27
- изделие К-042К — навигационный комплекс самолёта Ту-160
- изделие Ц-060 — информационный комплекс вертикали и курса ИКВК-80-6

## Некоторые изготовители и разработчики АО в СССР/РФ[4]
- ОКБ-1 НКАП по гироскопическим приборам. КБ-214 впервые было образовано в 1932 г. при московском заводе «Метрон» (Государственный завод физических и химических приборов и инструментов «Метрон», в н. в. это ОАО «Уральский приборостроительный завод») для отработки пневматического автопилота АВП-1, разработанного в Остехбюро инженером Р. Г. Ниренбергом для самолета ТБ-1. Это первое в СССР специализированное конструкторское бюро, проектировавшее гироскопические автопилоты. По приказу НКАП № 643с от 28(25).10(12).1943 г. ОКБ-214 было преобразовано в ОКБ-1 Наркомата авиационной промышленности, в системе 9-го Главного Управления НКАП. ОКБ было создано: автопилот АВП-10 для с-та ТБ-3РН, автопилот АПГ-1 для с-ов ДБ-3 и ТБ-7, автомат курса АК-1 для с-ов Пе-2 и Ту-2, указатель поворота УП-2, пневматический гирокомпас ДГМПК, автопилот АП-4 для самолёта-снаряда «10Х», начаты работы по созданию автопилота АП-5 для с-та Ту-4 (копия американского автопилота С-1). Опытное конструкторское бюро как самостоятельная организация было ликвидировано в 1946 году (ОКБ-1 вошло в состав ГС опытного завода № 118 НКАП, см ниже).
- ГС опытный завод № 118 Минавиапрома (п/я 32) также имел названия: 3-й Московский приборостроительный завод МАП (предприятие п/я М-5904), Московский научно-производственный комплекс «Авионика», ОАО «МНПК «Авионика» им. О.В. Успенского». Адрес: г. Москва ул. Бахметьевская, 13; 103055 (127018, И-18) г. Москва, К-55 ул. Образцова, 13 «Модель». Завод был создан в 1942 году для производства манометрических приборов контроля работы авиадвигателей – манометров масла и бензина, а также аэротермометров. В его состав была влита фабрика «Грампластинка». С 1945 года завод прекращает выпуск серийной продукции и занимается разработкой, испытаниями и мелкосерийным производством приборного и пилотажного оборудования. Документация для серийного производства передавалась на заводы № 122, № 123, № 149, № 157, № 214, № 218, № 230, № 293 и № 43 (отдельные узлы, механические датчики).

Разработано: автопилоты: пневмогидравлический АПГ-1 для с-та Пе-8; электрические АП-5 (копия американского С-1) для Ту-4 (1947 г), АП-15 для Ту-114, Ту-95, 3М, АП-22, АП-35 (оп. мод. АП-15), АП-36 для И-3 с «Ураган-1», АП-36Б (в «Ураган-1»), АП-36П (1957 г.), АП-28 (для И-7У), АП-39 (вариант для системы «Ураган-5», И-75, Е-150, Е-152 и Е-152А), АП-33 (1956, для М-50), АП-40 (для Як-26), АП-28Э (Ил-18), АП-28Г (Ан-10), АП-28Д (Ан-12), АП-41 (для «РСР»), АП-15 (3МР), АП-28И1, АП-28Ж1, АП-28Л1, АП-28Б1, для Ил-62, Су-9, Су-11, Як-28, Ан-22, Ан-24; для ракет: АП-4 для 10Х (1945), АП-14 и АП-20 для «ЛМ», АП-19 и АП-25, АП-25В, АП-25Г (для «Щука» и «Щука-1»), АП-26 (изд. «Шторм»), АП-27 (для изд. «И-126», изд. «250» СНАРС-250), АП-24, АП-28 и АП-30 (для изд. «Комета»), для К-80, К-40, К-24, К-73, К-33; для вертолетов: АП-31 (для Ми-4 и Як-24), АП-31Г (Ка-22), АП-34, для Ми-8; для мишеней: АП-28ММ (1959 год, для самолёта-мишени МиГ-19М), АП-28МЯ; системы автоматического управления: САУ-52 (для М-52), САУ-155, САУ-29, САУ-23БН, САУ-6; САУ-10 для с-та Су-27, САУ-36 для Як-36, САУ-1Т для Ил-18 («Полет»), САУ-58 для Су-15ТМ, для МиГ-23, МиГ-25, МиГ-29, МиГ-31, Су-25; комплексные системы управления КСУ-35 для Су-35, КСУ-941 для МиГ-29К, КСУ-50 для Т-50; автомат курса АК-1 для Пе-2, Ил-4 (годы ВОВ); ПНК-10С, САУ, СДУ, АУТ, для Р-40; авиагоризонты АГК-47Б, АГД-1; электрический дистанционный гиромагнитный компас ДГМК-3; системы директорного управления СД-30, СД-55, СД-75, курсовертикаль КВ-58; электрические приводы управления ЖРД для А-350 (1960-е годы); система дистанционного управления для с-та Т-4; тренажер ПТ-СПК «Краб-1» для в-та Ка-50.
- Завод № 266 им. И. И. Лепсе, также в разные годы назывался: Московский электромашиностроительный завод им. Лепсе, Кировский электромашиностроительный завод им. И. И. Лепсе, Кировское электромашиностроительное ПО «Лепсе» МАП, предприятие М-5813, ОАО «Электромашиностроительный завод «Лепсе» РАКА, ФАП. Электромоторный завод был образован в г. Москве в системе АО «Электроэксплуатация» на базе ремонтных мастерских, частично вступил в строй в 1925 г., а полностью в 1927 г. В 11.1929 г. Электромоторному заводу присвоено имя И. И. Лепсе. В 1930-32гг было сформировано заводское КБ и начата разработка и производство флюгерных и авиамоторных генераторов, радиоумформеров, текстильных электромоторов. Завод был практически единственным в системе НКАП по разработке и производству электрооборудования для самолетов.

В 1939 году при заводе для работ по умформерам и морским радиомашинам было образовано ОКБ-1. В январе 1941 года для работ по агрегатам дистанционного управления (электромеханического) было образовано КБ-2.
В соответствии с постановлением СЭ № СЭ-147сс от 10.10.1941 г. по приказу № 660сс от 9.07.1941 г. и № 1057сс от 10.10.1941 г. завод № 266 4ГУ НКАП вместе с ОКБ и опытным цехом эвакуирован в г. Киров на площадку завода № 461 НКАП.
Производство: самолётные генераторы — ГС-500, ГС-850, ГС-1500, ГС-10-350, -20-650, -30-1000, ДСФ-500, ГС-32-1000, ГТ-500, ГС-12Т, СГО-8ТФ; электромоторы,  преобразователи тока ПО-550, ПО-750; магнето БСМ-14; радиоумформеры: РУН-10, -120, РМ-2, -3, -5, -7, -8, РУК-300, РУ-11Б, РУ-45Б; механизмы дистанционного управления: АП-1, ГРШ-1, УН-1, УР-2, УС-1, УТ-1, УТ-3; крановые электромеханизмы МПК-31А, МПК-34Б, МПК-40, МВД-4Е6К для Ил-114, Ил-96, Су-30МКИ; исполнительные электромеханизмы привода рулей ИМПР-80 для Су-80, МПР-172; АПД-23. Гражданская продукция — магнитофоны под торговой маркой «Олимп», нефтегазовое оборудование и проч.
- Завод № 122 им. В. А. Казакова (1-й Московский приборостроительный завод им. В. А. Казакова, п/я 1402, Г-4071). Адрес: г. Москва, Г-170 Кутузовский пр., 36 «Горизонт». Разработка и серийное производство автопилотов, датчиков, авиагоризонтов, гировертикалей, далее выпуск ИНС, ПНК, датчиков угловых и линейных ускорений, терморегуляторов. Головное предприятие по выпуску автоматических бортовых систем управления для с-ов Ту-22М2/3, Ту-154, Ту-204, Ил-96.
- ОКБ-33 (ОКБ завода № 33, затем союзное ОКБ-33 МАП, Пермское агрегатное КБ п/я А-3315, ОАО «СТАР»). Разработка карбюраторов и топливной аппаратуры для авиации, замем создание электронных и электромеханических систем автоматического управления газотурбинными двигателями. Создано: (1930-е годы) карбюраторы К-35 для мотора АМ-35А, К-105П для М-105, К-37БП для М-37, К-38, К-87, АК-62, АК-63, АК-88, КМ-250 для М-250; агрегаты непосредственного впрыска топлива НБ-3У для мотора АШ-82ФН; ЭК-506, РПД-1ФНР для АШ-82Т; регулятор двигателя РПД-82, карбюратор К-14В, КМП-100; гидромеханические и электронные САУ ГТД: для с-та Ту-124, в-та Ми-6, с-та Ту-134, Ил-76, Ил-62М, Ту-154М; регулятор РПР-3А для вертолёта Ми-14 (1974 год); первая в СССР цифровая электронная система управления двигателем РЭД-3048 для двигателя Д-30Ф6 самолёта МиГ-31 (1975 год); РЭД-90 для двигателя ПС-90; электронный регулятор ЭРД-3ВМ для вертолётного двигателя ТВ3-117; САУ-65 с РЭД-65 для ТВ7-117; САУ-2000 с регулятором РЭД-2000 для ТВ3-117ВМА-СБ2 (2002 год), САУ-87 для в-тов Ка-60 и Ка-62; система управления двигателем для танка Т-80 и т.д.
- Саратовское приборостроительное КБ (также именовалось как ОКБ-4, ОКБ-213 минавиапрома, предприятие п/я Р-6133, затем ОАО «КБПА»; почтовый адрес: 410005 г. Саратов, 5 ул. Б. Садовая, 239 «Пилот»). ОКБ-4 было образовано при заводе № 213 в Саратове по приказу МАП № 219сс от 18.04.1946 года и приказу от 24.02.1947 года в системе 5-го Главного управления, для развертывания работ по приборам манометрической и сильфонной группы. В КБ было создано: автопилоты, системы автоматического управления полётом и пилотажно-навигационные комплексы: АП-155 для МиГ-21, САУ-23 для МиГ-23, ВСУПТ-85МВЛ для Ил-114, ПКВ-М24 для Ми-24 и Ми-28; бортовые пилотажные пульты управления для Ил-96, Ту-204, Ту-214, Ту-334; САУ для Ка-226, Ка-50, Ка-60У, Ка-62, Ка-31, Ми-8, Ми-24, Ми-26, Ми-28, для беспилотного варианта Ми-4; САУ для БПЛА: АП-73, АП-122 для Ла-17М, САУ-131 для «Крыло», АСМ-21 для самолёта-мишени МиГ-21М, ПК-400М для мишени «Дань»; комплекс бортового оборудования дирижабля AU-30 (2006 год).
- Завод № 89 (п/я 32), затем назывался Тартуский завод контрольной аппаратуры (предприятие А-1603), AS “Tarkon”. Адрес: 202400, Эстонская ССР, г. Тарту, ул. Стадионная, 73, «Пике». Производство: бортовые самописцы-регистраторы, бортовые приборы БУР-1, БУР-3, 3БН.
- Уфимский приборостроительный завод им. В. И. Ленина (Завод № 123 МАП, п/я 40, предприятие В-2887). Адрес: 450009 (450071) Башкирская АССР г. Уфа, 9 ул. 50 лет СССР, «Мир». Завод создавался для производства стрелочных электроизмерительных приборов, гироскопических систем и автопилотов. В дальнейшем освоено следующее производство: автопилоты: АП-28Д1 для Ан-12, АП-28Л1 для Ан-24, АП-28Л1Ф для Ан-30, АП-28Л1И для Ан-32, АП-34Б для Ми-8, Ми-10, Ми-17, АП-40 «Кремень-40» для Як-40, АП-103 для Бе-103; аппаратура РТА-16-6 для Ил-18; РТА-16-10 для Ил-62; навигационно-пилотажный комплекс «Пижма-1» с ЦВМ 20-86К для Ил-86; ВСУП-85, БИНС-85 для Ил-96, Ту-214, Ту-204, Ту-334; АБСУ-134А, АП-134А, аппаратура АТ-5 для Ту-134; аппаратура «Жасмин», ЦВМ 80-40000 для Ту-154; САУ-28 для Ан-38; БИНС-85, БП, БЦВМ90-601, -602 и -603, ЭДСУ-70М, ВСПрНК-77, ЭСИ-77 для Ан-70; навигационный комплекс БНК-1П-42 «Ольха-1», пилотажный комплекс БПК-1П-42 с САУ-42, демпфер рыскания АДР-42 для Як-42; БНК-1П-42-01 «Ива» с ЦВМ20-1МИ, БПК-1П-42-01 для Як-42Д; пилотажный комплекс ПК-72 с САУ-72, навигационный комплекс «Тополь» с ЦВМ20-55 для Ан-72; пилотажный комплекс ПК-72-03 с САУ-72-03, навигационный комплекс «Мальва-4» с ЦВМ20-19К для Ан-74; САУ-3-400 для Ан-124; САУ28-02 для Ан-140; САУ-23АМ, ЦВМ10-15, -15-23, ЦВМ20-23К для МиГ-23; ЦВМ10-15-44Л, -23МС для МиГ-27; ЦВМ20-6-1, -6-02 для МиГ-29; ЦВМ20-22 для Су-17 (1983 год); ЦВМ20-51М для Су-27; ЗПУ-24 для Ка-27; САУ-В24-1 для Ми-24; автопилот ВУАП-1 для в-та Ми-26; и мн. др.
- Агрегатный завод «Наука» (Завод № 124, п/я 2408, А-1665). Адрес: г. Москва, А-124 3-я ул. Ямского Поля, 14/16, «Альмаг». Разработка и производство систем жизнеобеспечения и  кондиционирования для авиации и космоса. Производство: системы жизнеобеспечения и терморегулирования для КА «Восток», «Восход», «Союз», «Луна», «Венера», «Марс», «Салют», «Мир», «Алмаз», «Энергия-Буран»; специальных наземных транспортных средств; системы охлаждения и кондиционирования для с-ов: Ил-76,  А-50, Бе-200, Ту-334, Ан-140, Ан-74ТК-300, Ан-148, Ту-204, Ту-214, Ил-96, вертолёта Ми-26.
- Пермский электроприборный завод № 125 (Пермский часовой завод, п/я 601, п/я В-8974, ОАО «Пермская научно-производственная приборостроительная компания»). Завод был построен для производства приборных комплектующих — корпусных сельсинов и электродвигателей двигатели малой мощности. Затем освоен выпуск гироскопических приборов для ракетно-космической техники. Выпускал навигационное оборудование для МиГ-21, МиГ-23, МиГ-27, Су-24, Су-25, Ан-12, Ту-154, Ил-62, Ил-76 — системы КСИ, ТКС-П; инерциальные курсовертикали: ИКВ-72, ИКВ-802, ИКВ-1,8-1, СБКВ-П для Ми-17В-5, Ц-050, Ц-060, Ц-061 для МиГ-29, Су-27, Су-30, Ка-50, Ц-080; навигационный комплекс КН-23-1 (МиГ-23, 1983 год);  пилотажно-навигационный комплекс 911-01, 915 для МиГ-29 и Су-27 (2004 год); системы топопривязки и наведения для колесной и гусеничной техники; гиромагнитное оборудование для морских судов.
- Арзамасский приборостроительный завод им. 50-летия СССР (ГС завод № 129 МАП, п/я 15, В-8205), 607220 г. Арзамас Горьковской обл. ул. 50-летия ВЛКСМ, 8 «Марс». Производство: сигнализатор обледенения СО-121, датчики линейных ускорений ДЛУ-3, -5, -10, блоки датчиков БДЛУ, датчики угловых скоростей ДУСУ1-6АС, -12АС, -18АС, -30АС, блок демпфирующих гироскопов БДГ-25 и -26, объединённые разъёмы коммуникаций катапультного кресла лётчика (ОРК), индикаторы и указатели кислорода и проч. оборудование.
- Завод № 133 (2-й Московский приборостроительный завод Минавиапрома, п/я 429, Г-4388). Адрес: Москва Б. Боженинский пер., 17 ст. Воробьевы Горы (1947 год); 119019 г. Москва, Г-19 ул. Россолимо, 17 «Крыло». Производство: различные аэронавигационные и аэрометрические приборы и системы — анероид АРС-1 (1945 г. и далее); парашютные автоматы АД, ПАС (после ВОВ), КПА-4, КАП, П-141; манометры керосина, мановакууметры, вариометры, высотомеры; датчики давления МДДА, МДД-ТЕ, перепада давления ЭДПД, высоты, автомата рулей, высотной коррекции, скоростного напора ДНПСТ, скорости; измерительный комплекс давления ИКД-27ДА, ИКД-6Т, ИКДР; реле давления РДИА; сигнализатор перепада давления СПД; упругие чувствительные элементы (АЧЭ-12, -18, -19, -29, -177, -178, -202, -261, МЧЭ-65, -262, -648, -649, ВМ-3, АР-8, ВС-4, ВП, М-2500), страхующие приборы для парашютистов и летчиков (ППК-У, -1М, КПА-4М, АЧ-1,2, АД-3У, ВП, ВП-3), затвор баровременной ЗБВ для К-36ДМ и К-93; системы воздушных сигналов типа СВС-72; метеорологические, геодезические, геофизические приборы.
- Раменский приборостроительный завод (Завод № 149, п/я 350, В-8956). Адрес: 140100 г. Раменское ул. Коминтерна, 8; ул. Михалевича, 49 «Роза». Производство инерциальных навигационных систем, пилотажно-навигационных комплексов, многофункциональных индикаторных приборов; гироскопов (в т.ч. лазерных); систем траекторного управления; датчиков давления и температуры; электродвигателей и проч.

При заводе работало ОКБ-149 (Раменское приборостроительное КБ, п/я М-5613), которое проектировало курсовые и пилотажно-навигационные системы, новые навигационные приборы, компасы, индикаторы для следующих типов: МиГ-23, МиГ-31, Су-17, Су-25, Як-38, Су-27, С-37, МиГ-29, Ту-160, Ми-24, Ка-27, Ка-31РЛД, Ка-52, Ка-60, Су-30, Су-35, МиГ-АТ, Ил-86, Ан-38, Ту-204, Ту-214, Ту-334, Бе-200, Ил-114; ОЭПрНК-30МК для Су-30МКИ (1994 год), ОПРНК с БЦВМ486-3м для МиГ-29КУБ и др.
- Уфимское агрегатное КБ «Молния» (ОКБ-161, В-8856, А-3009), г. Уфа, ул. Зенцова, 70 п/я 140 «Ритм». Разработка и производство свечей и радиоизотопных агрегатов зажигания для ракетных и авиационных двигателей; различной электронной аппаратуры для систем управления ГТД; также выпускаются оптические пирометрические преобразователи и ионизационные датчики пламени.
- Ленинградский государственный завод измерительных приборов «Пирометр». Основан 28.07.1900 года как телеграфо-, телефонно-, сигналостроительный завод «К. Лоренц». Производство аппаратуры для почты и железных дорог. В 1934 году переименован в Ленинградский государственный завод измерительных приборов «Пирометр» (производство приборов — пирометры, термопары, гальванометры, газоанализаторы электрические, термометры сопротивления, печи платиновые и нихромовые). По приказу № 024 от 4.02.1937 года завод «Пирометр» получил наименование «завод № 218», в соответствии с постановлением Совнаркома № 2139-425сс от 21.12.1936 года и приказом № 59 от 14.02.1937 года передан в ведение 10-го Главного управления наркомата Оборонной промышленности СССР и начата его реконструкция и перепрофилирование на выпуск точных измерительных приборов. По приказу № 422с от 13.08.1940 года на заводе был образован Опытный отдел в составе: КБ, экспериментальная лаборатория, цех и испытательная станция для опытных работ по автоматам управления винтомоторными группами самолетов, приборам контроля ВМГ и штурманским приборам. Впервые в стране были разработаны электрические авиационные приборы контроля винтомоторной группы (бензиномеры, масломеры, автоматический регулятор охлаждения двигателей), а также указатель положения шасси, приборы для слепого полёта и посадки, магнитные авиационные дистанционные компасы.

Во время ВОВ завод был эвакуирован, а территория законсервирована. Во время блокады Ленинграда заводские сооружения подверглись значительным разрушениям. Завод начал восстанавливаться по решению ГКО № 3919 от 13.08.1943 г. для выпуска электроприборов, сюда были возвращены оборудование и кадры, ранее вывезенные в Казань и Раменское.
После войны завод № 218 действовал в Ленинграде, имел наименование п/я 518. В 1966 году Государственный завод № 218 вошел в состав ЛНПО «Электроавтоматика» и был  переименован в завод «Пирометр» (условное наименование «п/я Р-6096»).  Производство: авиационные навигационные приборы, автопилоты (АП-15, АП-28, АП-31, АП-40), САУ и ПНК, бортовые системы контроля. Гражданская продукция — магнитофоны «Орбита».
- Ленинградский государственный завод метеорологических приборов «Метприбор», также именовался: ГС завод № 224, АООТ «Опытный завод «Прибор», ОАО «НПО «Прибор», условное наименование: предприятие п/я Р-6155. Был организован как Мастерская точных приборов Главной физической обсерватории в 1915 году. Накануне ВОВ завод выпускал аэронавигационные и метеорологические приборы (высотописцы, ветромеры). В соответствии с постановлением ГКО № 4922 от 11.01.1944 г. и приказом № 139с от 25.02.1944 г. завод определен как завод контрольно-испытательной и штурманской аппаратуры.

В соответствии с распоряжением Правительства СССР № 7992-рс от 26.06.1946 года и по приказу № 430с от 4.07.1946 года преобразован в Опытный завод № 224 Минавиапрома по проектированию и изготовлению контрольно-испытательной аппаратуры для стендовых и летных испытаний самолетов и моторов. Работы: разработка, конструирование, проведение испытаний и организация серийного выпуска информационно-измерительных систем для исследований техники, летных испытаний ЛА; систем эксплуатационного контроля технических комплексов с сохранением информации в экстремальных условиях, систем контроля и диагностики двигателей, турбин, трансмиссий; разработка и производство аппаратуры радиационного, химического и биологического контроля для ВМФ; систем охранной и пожарной сигнализации; аппаратуры газового анализа, частотного регулирования электроприводов. Производство: визир НВ-5б, барографы; приборы: РР-1, -19, -32, -36, -37, -48, МВ-8, -11, -3, АД-2, МО-5, МТ-25, МС-7, Н-723, МД-19, АС-12, -17 (1938 год); электроакустический детонометр ЭАД-3 (1945 год); светолучевые регистраторы параметров К-4-21, К-12-21, К-20-21 (1950-е гг); информационно-измерительные системы К-60-41, «Гамма» (1960-е гг); бортовые системы аварийной регистрации параметров полета для ЛА: МСРП-12-96, МСРП-64, МСРП-А-01 для Ту-160, Ту-154М (1970-80-е гг), МСРП-А-02 для Ту-204, Ил-96, Ил-114 и проч.
- Научно-производственное объединение «Сфера», предприятие п\я Р-6155, ГП «НПО «Сфера»; 199050 г. Ленинград, В-50, 17-я линия Васильевского о-ва, 2А «Сфера». НПО «Сфера» создано по приказу МАП № 36с от 23.01.1975 года для НИОКР и обеспечения серийного выпуска и внедрения в эксплуатацию: бортовых комплексов топливоизмерения, управления расходом и центровкой; бортовых комплексов сбора и обработки полетной информации при летных испытаниях и комплексов по ее расшифровке; аварийно-эксплуатационных комплексов сбора и обработки полетной информации о состоянии авиатехники и наземных средств ее обработки; виброизмерительных систем для контроля работоспособности СУ в эксплуатации и стендовой отработке.
- Научно-исследовательский центр электронной вычислительной техники МРП СССР (предприятие М-5769, в н.в. ОАО «НИЦЭВТ». Адрес: 113405 г. Москва, М-405 Варшавское ш., 125 «Персей». Создан по приказу МРП № 138 от 18.03.1968 года как головная организация по разработке ЭВМ «Ряд». По приказу МРП № 120 от 24.02.1986 года на базе НИЦЭВТ как головного предприятия создано НПО «Персей» МРП и по тому же приказу комплексное отделение бортовых ЭВМ НИЦЭВТ выделено в самостоятельный НИИ «Аргон». Разработка: бортовые мобильные и бортовые наземные ЭВМ. Создано: БЭВМ «Аргон-14, -14А» для авиационных ракет; «Аргон-15, -15А» для авиационных и мобильных комплексов («Коршун», «Сова», «Заслон»), «Аргон-20» для орбитальной станции «Салют», «Аргон-16» для орбитальной станции «Мир», «Аргон-10М»  для УВД аэропортов «Старт», «Аргон-17, -17А» для системы управления ракетой ПРО, «Аргон-30» для РЛДН «Шмель», унифицированные межвидовые «Аргон-40» и «Аргон-50».
- НИИ «Аргон» МРП, предприятия п\я Ю-9998 (см. выше). Разработка бортовых ЭВМ и комплексов для РКТ, ПВО, ПРО, ПЛО. Создано: управляющие бортовые ЭВМ Ц100 (проект А-2009, 1983 год), Ц101, Ц102, Ц104 для системы управления оружием самолётов МиГ-29, Су-27, Су-35 (проект А-2009БИС, 1991 год); комплексы вычислительных средств для воздушных командных пунктов: ЕА-2164, ЕА-2165 (1990-е гг), ЕА-2170 (2005 год); сверхминиатюрная СБ-3580, встраиваемая СБ-5580 (2000-е гг); комплекс встраиваемых вычислительных средств КВВС248 для связных терминалов: авиационного АТ-2, наземного НТ2, корабельного КТ2 (1999 г); устройства связи УС-11 для КА; бортовой многофункциональный вычислительный комплекс А-60; вычислительные средства для МКС «Альфа».
- Завод № 273 минавиапрома (завод «Техприбор», предприятие А-7779; адрес: 196006 г. Ленинград, М-6 Корпусной пр-д, 1А «Стрела»). Головное предприятие в структуре МАП по авиационным приборам определения запаса и расхода топлива для всех типов ЛА: топливомеры, расходомеры, автоматы заправки и центровки и т. п. аппаратура. Также предприятие является единственным в стране (и одним из трех в мире) разработчиком и производителем бортовой аппаратуры измерения вибрации авиадвигателей.

## Фотогалерея агрегатов и блоков авиационного оборудования

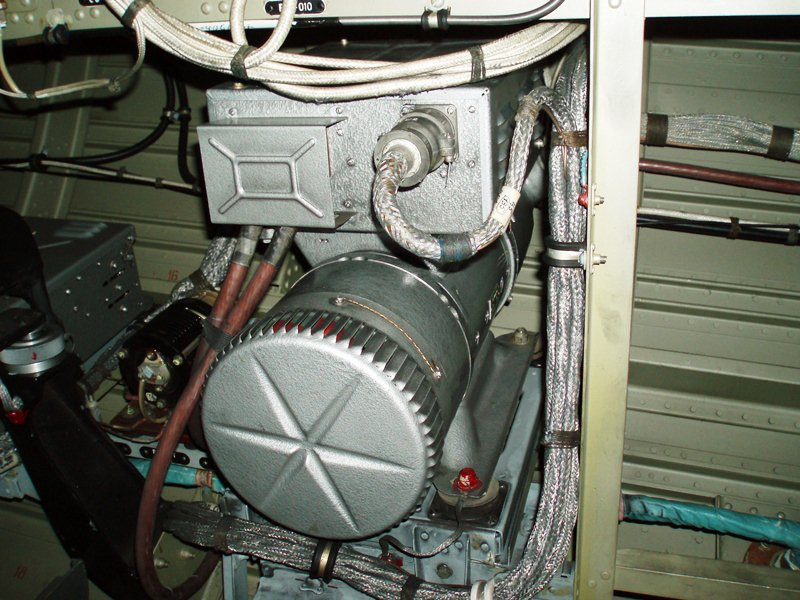
Электромашинный преобразователь ПТ-3000
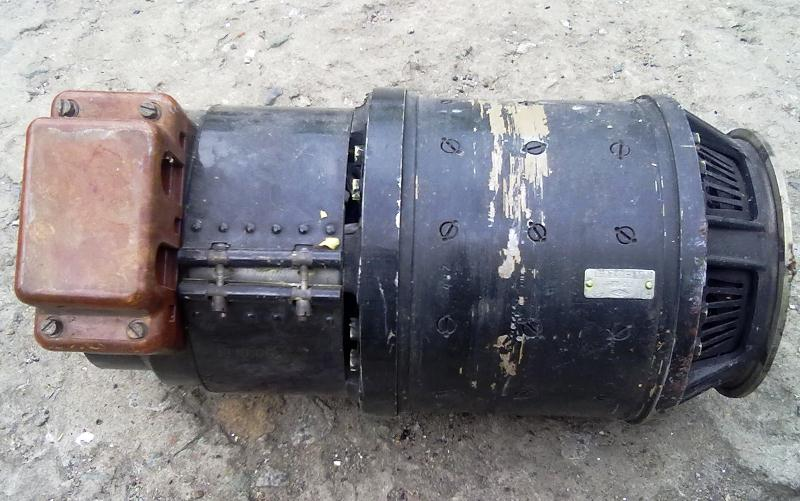
Генератор постоянного тока ГС-18М
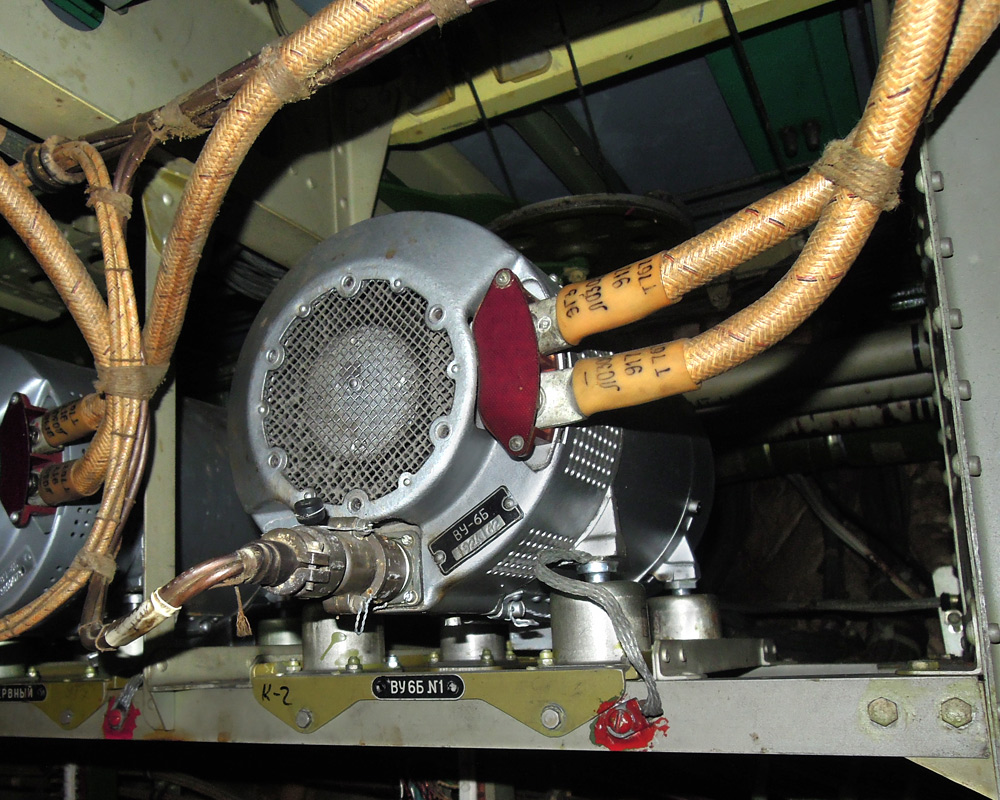
Выпрямительное устройство ВУ-6Б
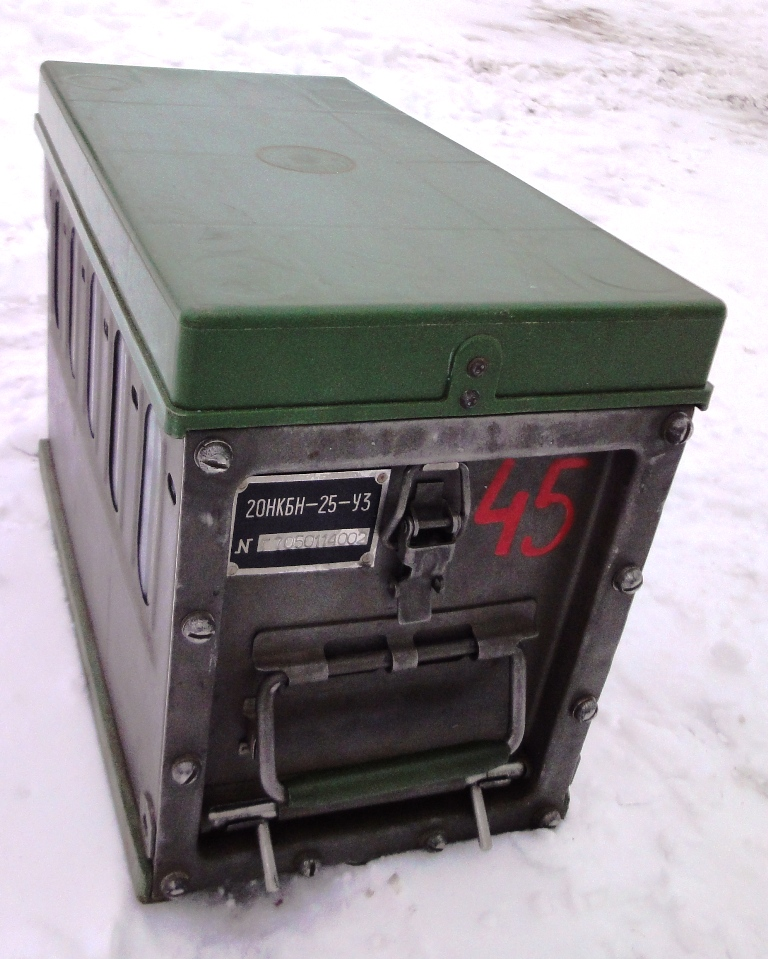
Авиационная бортовая никель-кадмиевая аккумуляторная батарея 20НКБН-25-У3
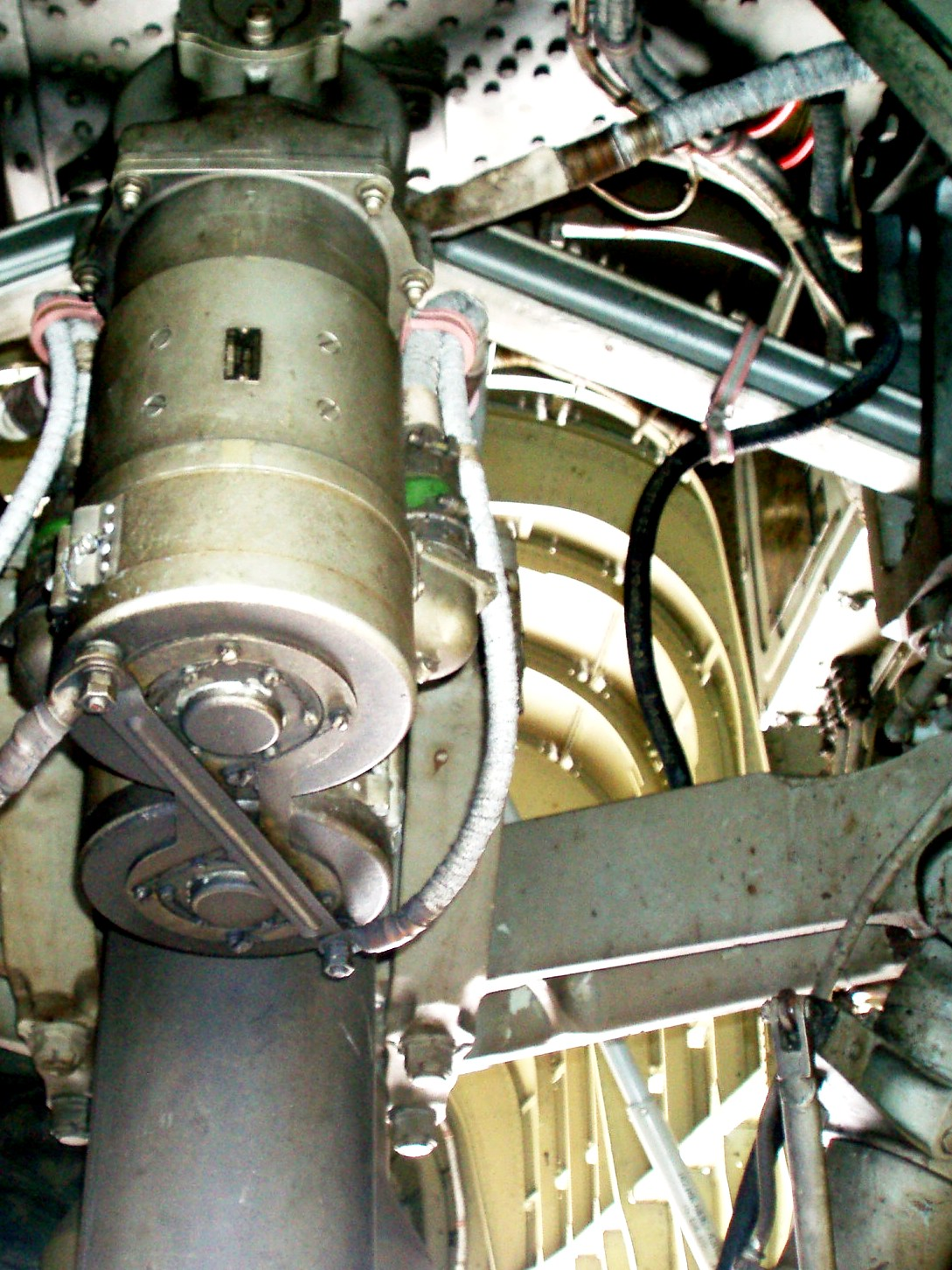
Двухканальный электромеханизм подъёмника шасси МПШ-18МТ
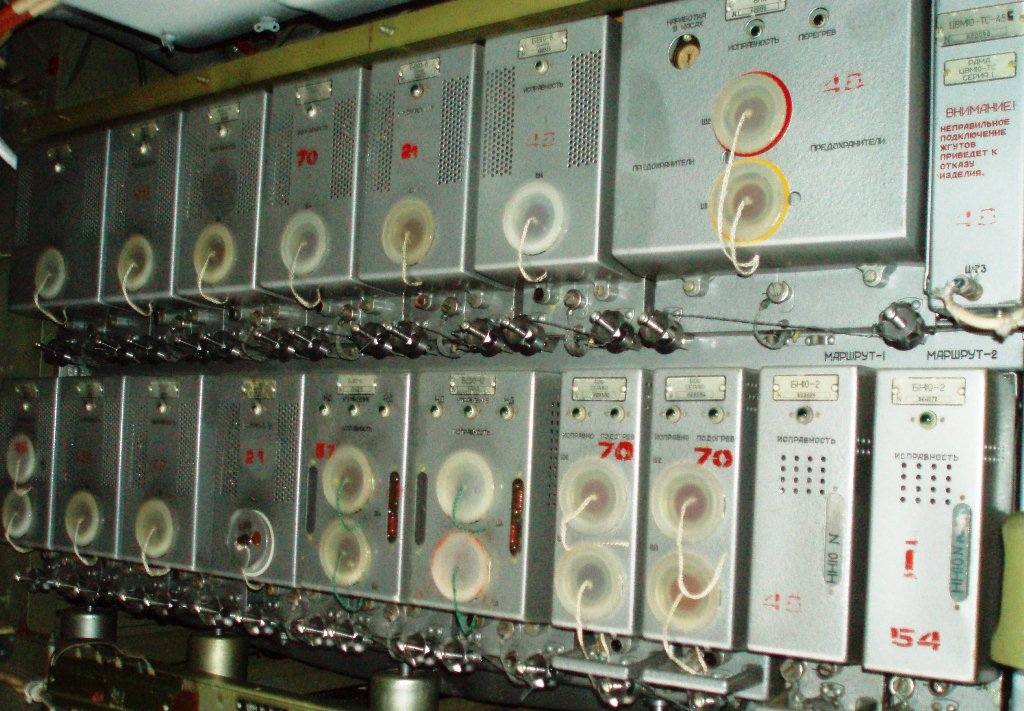
БЦВМ «Орбита-10»
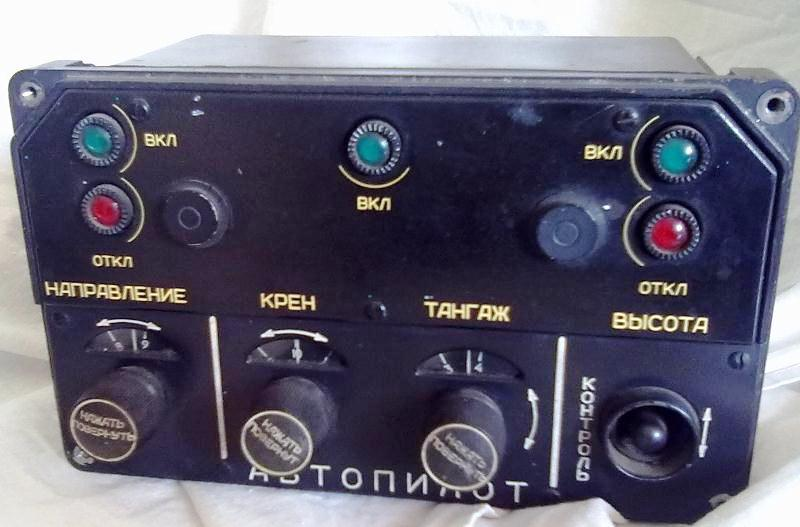
Пульт управления вертолётного автопилота АП-34
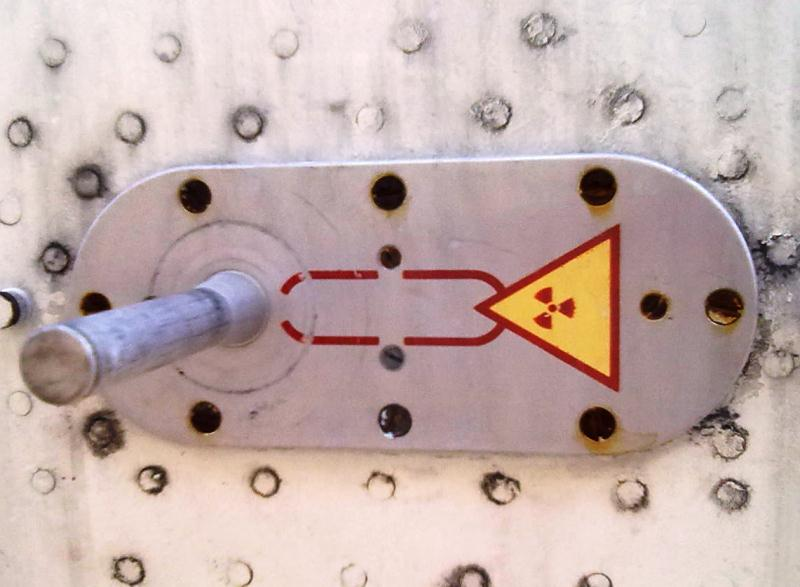
Радиоизотопный датчик обледенения РИО-3
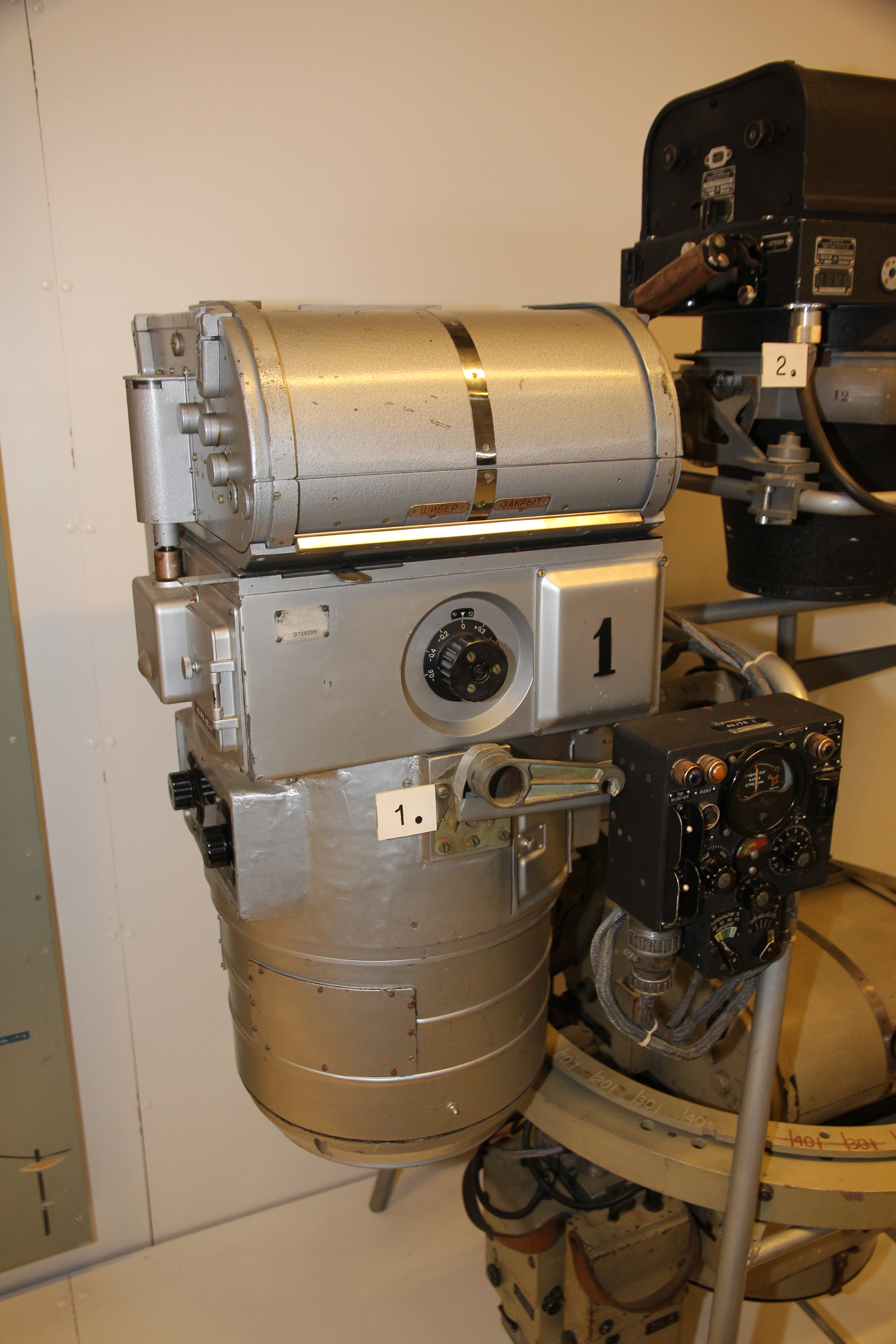
Аэрофотоаппарат АФА-42
Платформа с датчиками угловой скорости в отсеке самолёта
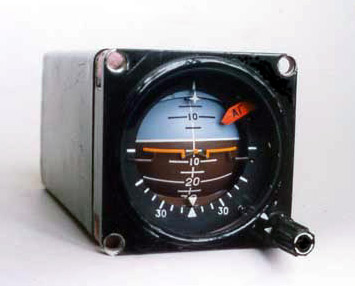
Авиагоризонт АГР-72А (резервный)
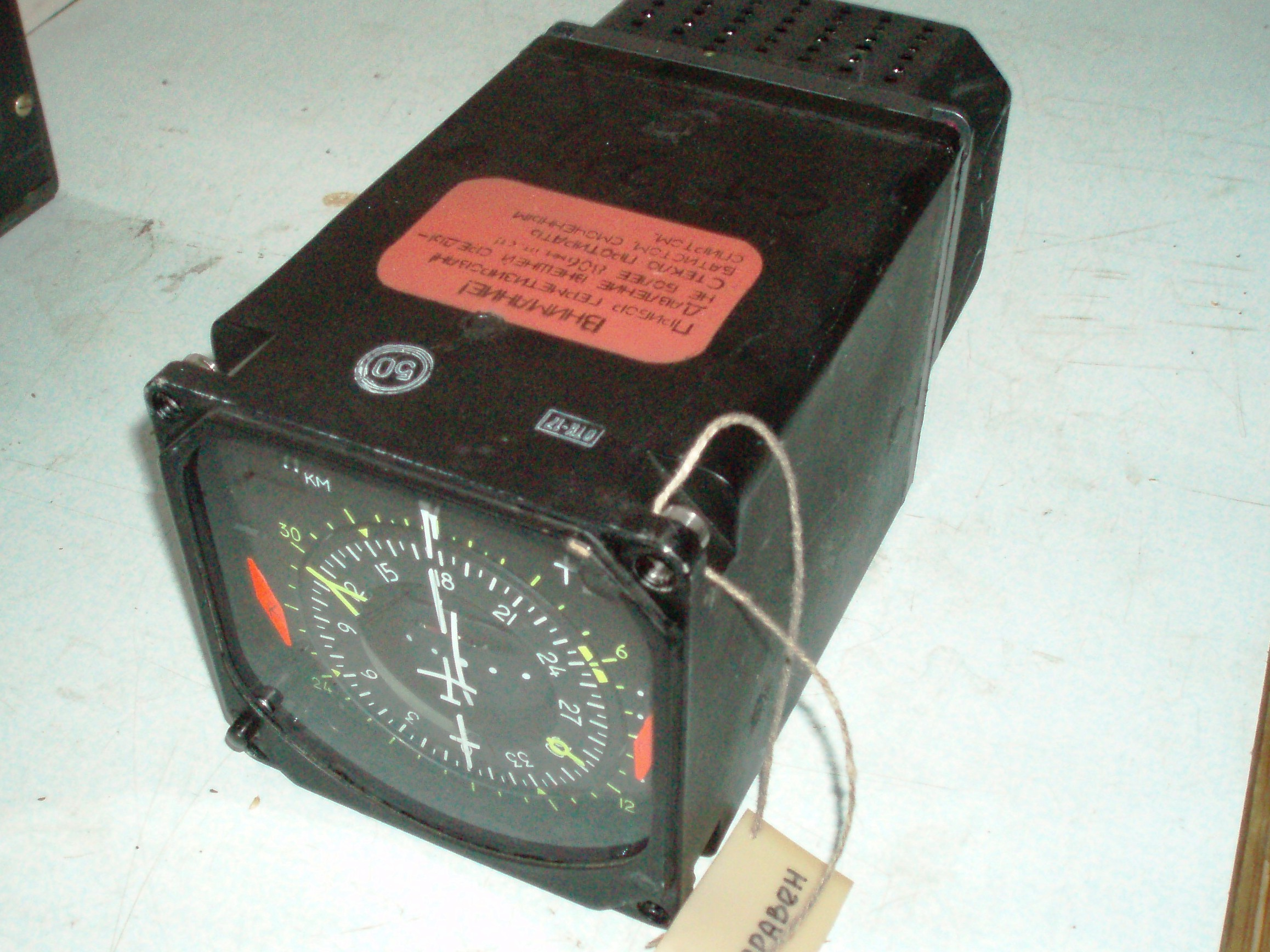
Прибор навигационный плановый ПНП-72
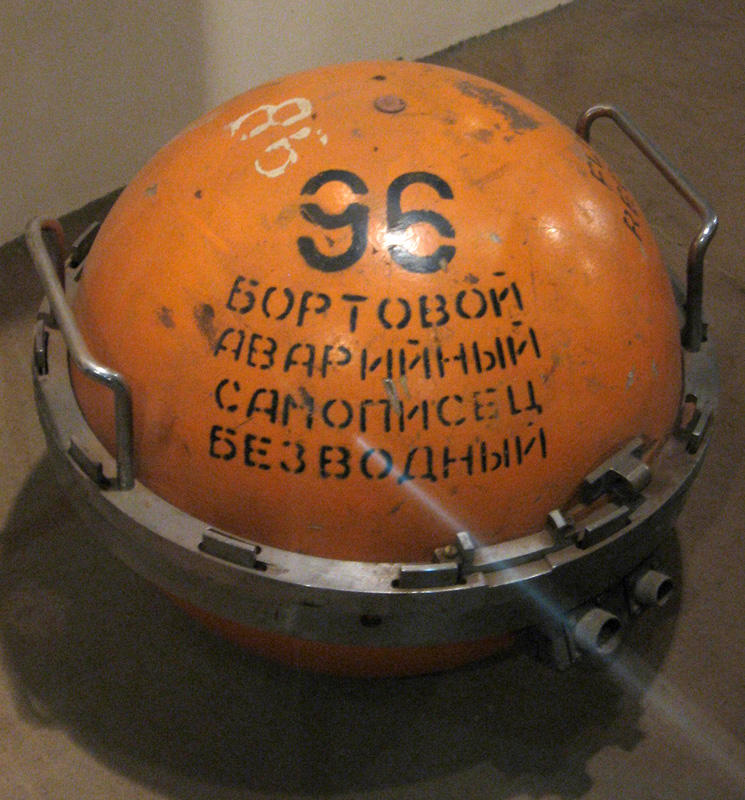
Аварийный регистратор полётных данных системы МСРП-12-96
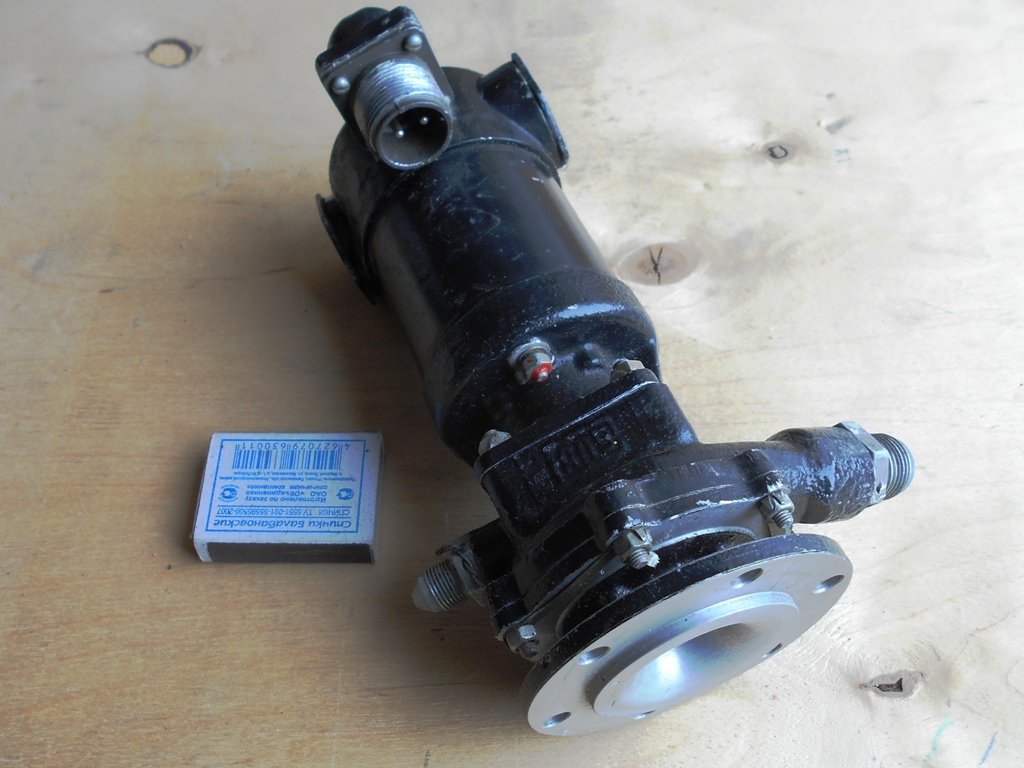
Центробежный топливный насос постоянного тока ЭЦН-19А.